# Enclisis infernator
Enclisis infernator är en stekelart som först beskrevs av Aubert 1968.  Enclisis infernator ingår i släktet Enclisis och familjen brokparasitsteklar. Inga underarter finns listade i Catalogue of Life.